# Omosocializzazione
L'omosocializzazione o socializzazione LGBT è il processo mediante il quale le persone del collettivo LGBT conoscono, si relazionano e si integrano con altre persone dello stesso collettivo, e soprattutto, dello stesso orientamento e identità sessuale.

## Spazi di omosocializzazione
Gli spazi di omosocializzazione sono quei luoghi fisici o virtuali frequentati da persone del collettivo LGBTI, al fine di relazionarsi con altre persone dello stesso collettivo, dove potere esprimere con libertà la propria opzione sessuale e/o per trovare compagni sessuali o affettivi.
Prima della configurazione di spazi diretti specificamente al collettivo LGBT, la pratica più abituale di relazionarsi tra la comunità omosessuale erano incontri sessuali in certi spazi all'aria aperta come parchi o bagni pubblici. Anche se meno frequente, oggigiorno il battuage continua ad essere una pratica comune, specialmente tra gli uomini che hanno rapporti sessuali con altri uomini.
D'altro canto, esistono affari e associazioni dirette specificamente alla comunità LGBT che permettono il ritrovo e socializzazione tra pari. In molti casi, questi afloran in quartieri LGBT dove si riunisce il collettivo, anche se molti affari stanno soffrendo davanti alla concorrenza che oggigiorno hanno con le reti sociali e internet all'ora di che le persone omosessuali conoscano altre del loro stesso orientamento sessuale.